# Arvo Pärt
Arvo Pärt (* 11. září 1935, Paide, Estonsko) je estonský hudební skladatel. Je často spojován s technikou hudebního minimalismu, která vznikla v 60. létech 20. století.

## Život
V období 1958–1967 byl zaměstnán jako hudební režisér u nahrávací společnosti a skládal hudbu pro film a estonskou televizi. V průběhu těchto let studoval skladbu u Heina Ellera na Tallinnské konzervatoři, kde absolvoval v roce 1963. Jeho rané práce pocházející již ze studentských dob (smyčcové kvartety a neoklasické skladby pro klavír — 2 sonatiny a Partita) ukazují vliv ruských neoklasicistů, především Šostakoviče a Prokofjeva. Jeho pozdější skladby jsou silně ovlivněny jeho vírou. Spolu s Henrykem Góreckim bývá řazen ke „spirituálnímu minimalismu“.
Ve skladbách z prvního období používal dodekafonii, serialismus, aleatoriku, sonorismus, algoritmickou kompozici a podobné kompoziční postupy. Jeho první orchestrální skladba Necrolog z roku 1960 je pokládána za první estonskou dodekafonickou skladbu.
Po krátkém období, v němž používal techniku koláže (Collage sür BACH) se na počátku 70. let věnoval studiu středověké hudby, chorálu a rané polyfonie. Tyto inspirace použil ve své 3. symfonii a poté se na nějaký čas odmlčel.
Od roku 1976 používá nově vytvořenou vlastní minimalistickou techniku, nazvanou tintinnabuli (z latiny — zvonky). On sám ji popisuje takto: „Zjistil jsem že stačí, když hezky zazní jediná nota. Tato nota, tichý zvuk nebo okamžik ticha je mi příjemný. Pracuji s několika málo elementy — jedním, dvěma hlasy. Stavím z jednoduchých materiálů — trojzvuků v jedné tónině. Tři tóny souzvuku jsou jako zvonky, proto používám název tintinnabuli.“ První veřejně uvedenou skladbou v novém stylu byla Für Alina z roku 1976.

## Z díla
- Nekrolog – Frankfurt 533 orchestra
- Perpetuum mobile, op. 10
- Collage sûr BACH
- Symfonie č. 1, Polyphonic, op. 9, Leihmaterial orchestra
- Symfonie č. 2
- Symfonie č. 3, Leihmaterial orchestra
- Für Alina
- Cantus in Memory of Benjamin Britten
- Tabula rasa
- Cantate Domino canticum novum (Psalm 95)
- Missa Syllabica pro sbor, sólisty a varhany
- De profundis pro sbor, varhany a perkuse
- 2 slovanské žalmy: Žalm 117 a 131
- Stabat Mater
- Miserere pro pět sólových hlasů, sbor a osm nástrojů
- Litanie pro sbor a orchestr
- Memento
- Nunc dimittis pro sbor a orchestr
- Beatitudines pro sbor a varhany
- Te Deum
- Berliner Messe
- Magnificat
- Fratres
- Symfonie č. 4, Los Angeles
- Zwei Beter[1]